# Lampides virgulatus
Lampides virgulatus är en fjärilsart som beskrevs av Druce 1895. Lampides virgulatus ingår i släktet Lampides och familjen juvelvingar. Inga underarter finns listade i Catalogue of Life.